# 布洛芬
布洛芬（INN：ibuprofen）是一种非類固醇消炎止痛藥（NSAID），常用來止痛、解热、消炎。可用於缓解經痛、头痛、偏頭痛、牙痛、劳损后疼痛，以及风湿性、类风湿性、骨性、痛风性疼痛及炎症。
大约60%的人在使用任意一种NSAID后症状会有所改善，在一种药物不起作用时，通常推荐试用其他药物。本品也可用於治療早產兒的開放性動脈導管。本品可經由口服或靜脈注射給藥，藥效通常於給藥後一小時內作用。
常見副作用包含胃灼熱（火燒心）或紅疹。但相對其他NSAID而言，本品导致胃肠道出血等副作用的风险较低。本品會提高心臟衰竭、腎衰竭，及肝衰竭的風險。在低剂量时，心肌梗死的风险並不会提高，但高劑量時卻有可能。布洛芬可能会使哮喘加重。妊娠早期用藥的安全性未明，但在懷孕後期用藥有證據顯示有害，因此不建議用藥。如同其他NSAID，本品會抑制前列腺素的製造，降低環氧合酶的活性。本品屬於較弱的NSAID。
此藥物在1961年由英國博姿公司的斯图尔特·亚当斯發明，並以「布洛芬」（Brufen）作為商標上市。如今專利權過期，各家廠商也紛紛投入此藥品的生產，市面上出現多種商品名，例如Advil、Motrin，和Nurofen等等。1969年，該药開始於英國上市，並於1974年於美國上市。本品列名於世界卫生组织基本药物标准清单之中，為基礎公衛體系必備藥物之一。本品屬於學名藥，每劑在发展中国家的批發價位於0.01至0.04美元之間。在美国，同樣劑量的價格約為0.05美元。

## 醫療用途

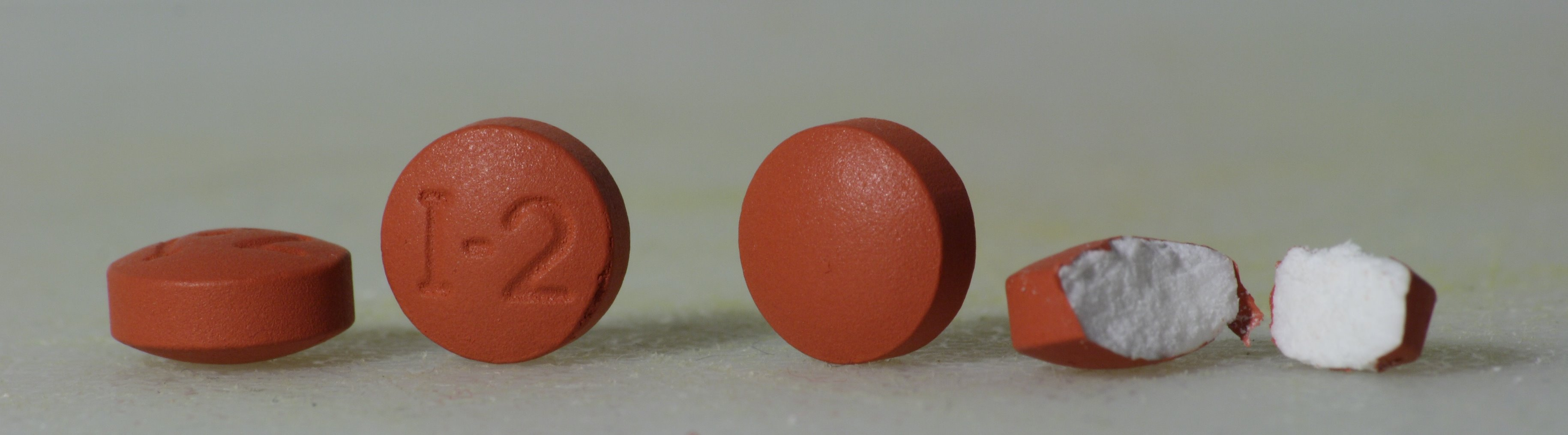
200mg剂量的布洛芬片

布洛芬適用於發燒、輕度及中度疼痛（包含外科手術後疼痛）、經痛、骨關節炎、頭痛，以及腎結石造成的疼痛。同時也適用於幼年特發性關節炎、類風濕性關節炎、心包炎和早產兒動脈導管未閉。

## 歷史
1960年代英國Boots集團的研究人員從丙酸中提取出布洛芬。該藥品於1961年獲得專利。英國和美國分别於1969年和1974年開始採用異丁苯丙酸作為治療類風濕性關節炎的藥品。
2010年最新研究發現，布洛芬於神經細胞中，可以抑制細胞內的轉化蛋白RHoA信號，顯著促進神經細胞的軸突生長，可提供阿茲海默症以及脊髓損傷之相關疾病新的治療方式。

## 用量
低劑量異丁苯丙酸在世界多數國家或地区通常作為非處方藥，可以直接在市面上購買。但是在台灣也作為醫生處方用藥。 異丁苯丙酸的藥力持續時間大約是4至8小時。推薦劑量因人而異。一般來說，口服劑量為每4到6小時 200–400 mg（兒童為 5–10 mg/kg），作為非處方藥服用的成人每日用量最多不超過1200 mg。

## 副作用
在所有非選擇性非類固醇消炎止痛藥中，服用布洛芬產生藥物不良反應的事例最少。但是上述情況只有在低劑量時是成立的。因此在布洛芬非處方藥的準備過程中一般均會在藥品上標明每日最高劑量為1200毫克。
雖然異丁苯丙酸的副作用比較低，但過量服用可引起噁心、消化不良、腹瀉、流鼻血、頭昏以及高血壓。不常見的副作用包括食道潰瘍、心衰竭、腎衰竭等。2010年的一項研究結果表明經常性地服用非類固醇消炎止痛藥還會损害听力。2017年的一項研究指出布洛芬會影響年輕男性的睪丸，可能與男性不孕症有關，因此孕婦、哺乳婦女、年輕男性需特別注意使用。
過量服用布洛芬和過量服用其他非類固醇消炎止痛藥產生的副作用相似。連同其他一些非類固醇消炎止痛藥，服用布洛芬也有增加心肌梗死的風險，尤其是那些長期高劑量服藥的人。
其他禁忌：消化性潰瘍患者、重症之血液異常患者、重症之肝障害患者、重症之腎障害患者、重症之心機能不全患者、對布洛芬過敏之患者、患有阿斯匹靈氣喘或曾有其病歷之患者、15歲以下兒童及青少年、懷孕6個月後。可能引發再生不良性貧血、顆粒性白血球缺乏症、血小板減少、過敏反應（發熱、發疹、誘發氣喘等）、視覺異常、重聽或耳鳴、肝臟黃疸或是氨基轉移值異常、胃腸出血、腹痛、噁心、便秘、頭痛和暈眩等症状。根據動物胎兒實驗，具有毒性，但對於孕婦或哺乳婦人的安全性尚未確定，藥廠僅提醒懷孕6個月後在生產前請勿投藥，以免在分娩時有危險。

### 心血管
長期使用布洛芬，尤其是高劑量的，可能會增加女性罹患高血壓（高於使用撲熱息痛的），以及升高用者心肌梗塞的風險。這類風險也存在於幾種其他非類固醇抗發炎藥（NSAID）中。美國食品藥物管理局（FDA）於2015年7月9日加強在使用布洛芬和相關NSAIDs會造成心臟病發作和中風風險升高的警告，但警告中並未把同樣是NSAID的乙醯柳酸（阿司匹靈）包括在內。歐洲藥品管理局 (EMA) 於2015年也發佈類似警告。

### 皮膚
布洛芬已被證明與大疱性類天疱瘡（或稱類天疱瘡性水疱）的發病有關聯，與其他NSAIDs的作用相似。布洛芬已被報導為光敏性藥物，與其他NSAIDs的作用相似。但布洛芬與2-芳基丙酸類的其他成員相比，被認為是一種弱光敏性藥物。在極罕見的案例中，布洛芬會造成史蒂芬斯－強森症候群 (SJS) 和中毒性表皮壞死溶解症 (TEN) ，與其他NSAIDs的作用相似。

## 化学性质
|            |            |
|            |            |
|            |            |
| (R)-布洛芬 | (S)-布洛芬 |

布洛芬僅微溶於水，在1 ml的水中溶解的布洛芬的質量少於1mg(< 1 mg/mL)， 但相對較溶於水與酒精的混合物中。

### 立體化學
布洛芬，與其他2-芳基丙酸酯的衍生物一樣（如可多普洛菲（酮洛芬）、氟比洛芬及萘普生（naproxen）等），在丙酸酯基團的α位置上有手性中心，故此異丁苯丙酸有兩個对映异构体，並會對生理及代謝上產生不同的影響。事實不論在實驗室檢測及臨床試驗中，(S)-(+)-異丁苯丙酸(即右旋布洛芬)才具有明顯活性。目前在市場上發售的異丁苯丙酸均為外消旋体，也就是有一半的成份並不具實際用途。相信在可見的將來，只有一種对映异构体異丁苯丙酸會逐漸取代外消旋體商品（萘普生（naproxen））。

### 檢測體液
布洛芬可定量血液，血漿或顯示帶有過敏反應的人血清中是否帶有藥物的存在，在法醫學上，布洛芬可診斷病人體內的毒性，或協助死亡調查。諾謨圖可測出布洛芬血藥濃度與攝入的時間，攝入過量的患者會導致腎毒性的危險。 
有指體內的異構酶（2-arylpropionyl-CoA epimerase）可將(R)-異丁苯丙酸轉化為(S)-(+)-異丁苯丙酸。正因為此，加上合成具有特殊光學選擇性的化合物成本較高，因此目前在市面上的均為外消旋體商品。

### 合成
異丁苯丙酸的有機合成是在學習綠色化學中的一個熱門課題。原本由Boots研發出的合成路徑包含六個步驟，首先將异丁基苯經傅－克酰基化反应。透過與氯乙酸乙酯經达参反应後生成α,β-環氧酸酯。這活躍的環氧酸酯經過脫羧反應，並在溫和條件下水解，生成不穩定的游離酸，很容易失去二氧化碳，變為烯醇，再經酮-烯醇互變異構生成醛。醛與羥胺反應生成肟後轉化為腈，並透過水解生成所需的羧酸。
對比起Boots的合成方法，由BHC公司開發的改良合成路徑只需三個步驟。這個合成路徑獲得了1997年的美國總統綠色化學挑戰獎（Presidential Green Chemistry Challenge Award）的榮譽。其原子經濟性更由35%大幅提升至80%。
經過相類似的酰基化反应後，以雷尼鎳作為催化劑生成醇後，以鈀催化偶合進行羰基化反應。

## 藥物供應和給藥

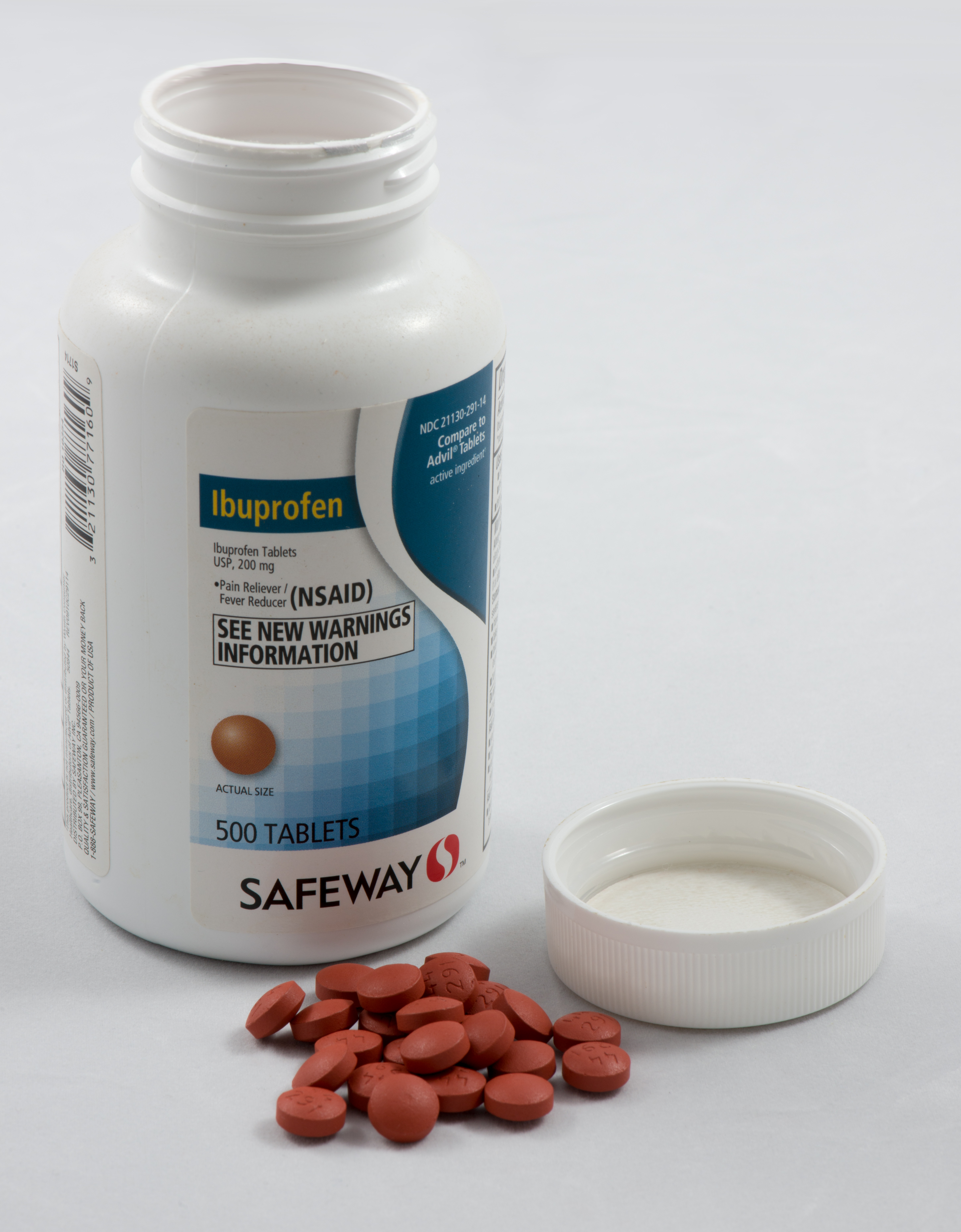
一瓶布洛芬的學名藥製劑。

布洛芬於1969年在英國和1974年在美國以處方藥形式上市。
Ibuprofen是國際非專有藥名 (INN)、英國批准名稱 (BAN)、澳大利亞批准名稱 (AAN) 和美國採用名稱 (USAN)。它分別自1974年和1984年起以Motrin和Advil的品牌名稱在美國銷售。此藥物也有非處方藥的形式於市場上販售。
第一種注射形式的布洛芬製劑於2009年獲得FDA批准，品牌名稱為Caldolor。
市面上販售的布洛芬有口服（片劑、膠囊或懸浮劑）和靜脈注射劑的形式。

## 研究
由於布洛芬具有消炎特性，而在日本被製成局部用藥，用於治療成人痤瘡。布洛芬能治療嚴重直立性低血壓，與其他的NSAIDs作用相似。NSAIDs在預防和治療阿茲海默症方面的效用尚不明確。
布洛芬與降低帕金森氏症風險有關聯，並可能延緩或預防帕金森氏症。但阿司匹靈、其他NSAIDs和乙酰氨酚(普拿疼)對帕金森氏症的風險並沒作用。哈佛醫學院的研究人員於2011年3月在同行評審《神經學》週刊上宣佈布洛芬對預防帕金森氏症具有神經保護作用。根據報導，經常服用布洛芬的人患帕金森氏症的風險降低38%，但並未發現阿司匹靈和乙酰氨酚等其他止痛藥具有這種作用。由於布洛芬可能對泌尿系統和消化系統造成不良影響，因此將其廣泛用於一般人群以預防帕金森氏症，必須謹慎評估其潛在風險。
部分膳食補充劑與布洛芬及NSAIDs一起使用可能存在交互作用，建議應予謹慎。這些補充劑可分為三類：第一類具有抗血小板聚集作用，如銀杏、大蒜等，第二類含有香豆素，如洋甘菊、七葉樹屬等，第三類則可能增加出血風險，如酸豆。
布洛芬離胺酸鹽用於快速止痛。以離胺酸鹽的形式給藥，吸收速度要快得多（前者為35分鐘，而後者為90-120分鐘）。然而，由賽諾菲製藥於2020年資助的 一項包含351名參與者的臨床試驗，發現布洛芬和布洛芬離胺酸鹽在最終發揮效用時間或鎮痛功效方面並無顯著差異。

## 外部連結
- U.S. National Library of Medicine: MedlinePlus Drug Information: Ibuprofen （页面存档备份，存于）
- The American Society of Health （页面存档备份，存于）
- University of Bristol chemistry department page on Ibuprofen （页面存档备份，存于）
- U.S. National Library of Medicine: Drug Information Portal – Ibuprofen （页面存档备份，存于）